# Завилянська Лора Ізраїлівна
Лора Ізраїлівна Завилянська (рос. Лора Израилевна Завилянская; 1 березня 1934 року, Київ) — українська лікарка-психоневрологиня, перекладачка української поезії. Заслужена лікарка України.

## Життєпис
Народилася 1 березня 1934 року в місті Києві в родині українського психотерапевта Ізраїля Завилянського. У 1956 році закінчила Київський медичний інститут. Кандидатка медичних наук. З 1956 по 1994 працювала лікаркою-психотерапевткою в Києві. Заслужена лікарка України.
Перекладала українську поезію. Першу збірку опубліковано у видавництві «Радянський письменник» в 1991 році. Книги поезій друкувались у видавництвах «Вища школа», «Могилянська Академія», «Жовтень», «Грайлик», «Радуга», а також у видавництвах Бостона.
З 1999 проживає в Бостоні (США).

## Наукові праці
- Психологія неврозоподібних станів / Л. І. Завилянська. — Київ: Здоров'я, 1987. — 124 С. — (БПВ: Бібліотека Лікаря. Психіатрія.). — ISBN 5-1233630 : .
- І. Я. Завилянський, Л. І. Завилянська. Деонтологія у психіатрії. — Київ: Здоров'я, 1979. — 124 С.

## Автор віршів
- Лоскуття. Київ, «Радянський письменник», 1991;
- Сліпі дощі. Київ, МП «Ліра», 1993;
- Чотириста кораблів. Київ, МП «Ліра», 1994;
- Жіноча школа. Київ, АПП «Стремнина», 1996;
- Оповита блакиттю. Київ, «Довіра», 1997;
- Поспішають дні. Київ, 1998;
- Мої друзі. Київ, «Грайлик», 1998.